# B 바이러스

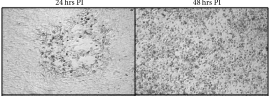
B 바이러스는 감염 후 24시간 및 48시간(PI)에 시간에 따라 쥐 세포에 퍼졌다.

B 바이러스(B virus, Macacine alphaherpesvirus 1; McHV-1; 이전 Macacine herpesvirus 1, Cercopithecine herpesvirus 1, CHV-1) 또는 헤르페스 B 바이러스는 짧은꼬리원숭이를 감염시키는 심플렉스바이러스이다. B 바이러스는 HSV-1과 매우 유사하므로 이 신경친화성 바이러스는 혈액에서 발견되지 않는다.
자연 숙주에서 바이러스는 인간의 구순포진과 유사한 발병기전을 나타낸다. 히말라야원숭이(Rhesus macaque)를 연구하는 연구자들의 우발적인 감염과 사망 사례가 많이 있었다. 인간이 B 바이러스에 인수공통 감염되면 심각한 뇌염이 나타나 영구적인 신경 기능 장애나 사망을 초래할 수 있다. 치료받지 않은 환자의 경우 질병의 중증도가 증가하며, 치사율은 약 80%이다. 조기 진단과 후속 치료는 감염의 인간 생존에 매우 중요하다.
원숭이, 특히 바이러스 양성 반응을 보인 동물과 작업할 때는 개인 보호 장비가 필요하다. 물림, 긁힘, 눈을 포함한 점막 노출로 인해 즉시 치료하지 않으면 감염될 수 있다.